# Serier från Vittula
Serier från Vittula är en svensk dagspresserie av Anders Skoglind baserad på och inspirerad av Mikael Niemis roman Populärmusik från Vittula. Serierna har gått i tidningen Norrländska Socialdemokraten samt samlats i ett album.